# Библиотека Института за упоредно право
Библиотека Института за упроредно право основана је у склопу научно-истраживачког Института у Београду 1955. године.
Библиотека Института је намењена  првенствено нашим истраживачима, али и докторантима, адвокатима, судијама, студентима, свима који се баве правном науком или правном праксом.
Библиотички фонд се простире на 300 квадратних метара, а за кориснике је оспособљена и читаоница.

## О фонду библиотеке
Наша библиотека спада најбогатије правне библиотеке у земљи. Има преко 30 000 наслова монографија, зборника, енциклопедија, коментара закона и других значајних публикација за истраживачки рад из области правних наука. Поред књига из различитих области права, заступљена је у библиотеци литература и из сродних наука: политикологије, социологије, историје, економије и других. Обухваћена је литература на скоро свим светским језицима.
Фонд се ранијих година допуњавао највише куповином. Данас главни начин обнове фонда је размена, али и поклони.
Библиотека има и фонд  периодике са око 200 насова различитих часописа. Он садржи научне и стручне часописе из различитих земаља.
Већи  део фонда је претражив у програму ИСИС, али од 2019. године библиотека је у КОБИС систему, те је сада преко 2000 књига унето и претраживо.
Библиотека израђује дигитални репозиторијум РИЦЛ. Овде су у отвореном приступу доступна  издања Института за упоредно право као и монографије и чланци наших истраживача писани за домаће и стране публикације.